# Kurganul lui Mamai

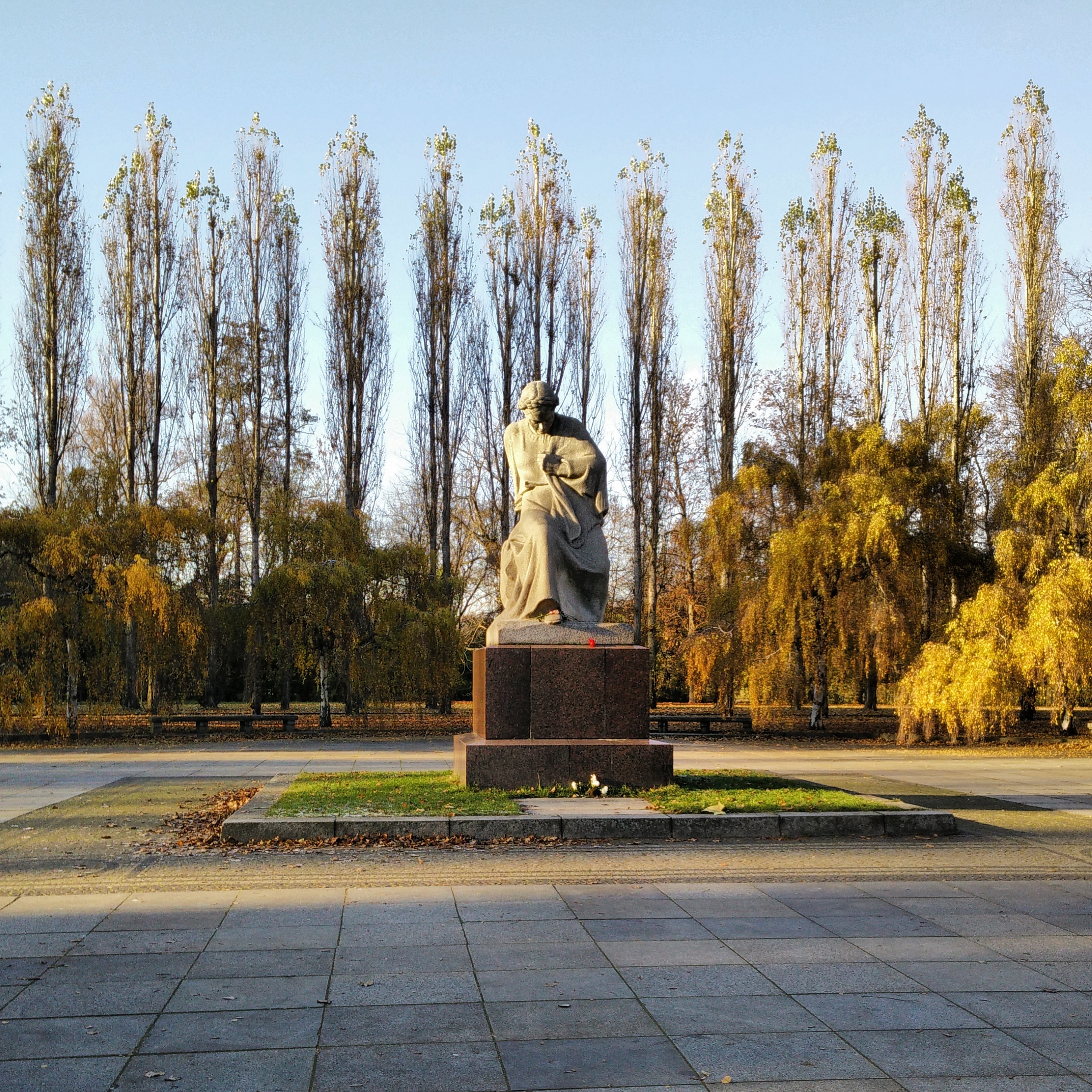
Monumentul înalt de 52 m "Patria te cheamă! – cea mai înaltă statuie din lume în momentul în care a fost ridicată (1967)

Kurganul lui Mamai sau Kurganul Mamaev (în limba rusă: Мама́ев Курга́н) este o înălțime de pe malul drept al râului Volga în regiunea centrală a orașului Volgograd (fost Stalingrad). În zilele noastre, pe acest deal se află un complex memorial în cinstea apărătorilor orașului Stalingrad din august 1942 – februarie 1943. Luptele de la Stalingrad s-au încheiat cu o victorie decisivă a sovieticilor împotriva Puterilor Axei de pe frontul de răsărit al celui de-al doilea război mondial. 
Kurganul lui Mamai reprezintă un complex-memorial al „Eroilor bătăliei de la Stalingrad”, cu monumentul principal „Patria-mamă te cheamă!”
Din 2014, complexul-memorial a devenit candidat pe listele Patrimoniului Mondial UNESCO.

## Etimologia numelui
Numele îi vine de la Mamai, comandantul tătar al Hoardei de Aur din secolul al XIV-lea, despre care se spune că ar fi îngopat în acest tumul. (Nu există deocamdată nici o dovadă istorică sau arheologică că acesta ar fi locul de odihnă veșnică a conducătorului mongol.) 

## Bătălii pentru înălțimea 102.0
Când forțele celei de-a 6-a Armate Germane și-au lansat atacul asupra centrului orașului Stalingrad pe 13 septembrie 1942, kurganul Mamaev, (având indicativul "înălțimea 102.0" pe hărțile militare), a fost scenă unor lupte feroce între atacatorii germani și apărătorii din Armata a 62-a Sovietică. Controlul înălțimii devenise de o importanță vitală, deoarece dealul domina orașul. Pentru a apăra kurganul, sovieticii și-au întărit pozițiile prin construirea unor poziții defensive puternice pe pantele dealului – tranșee, rețele de sârmă ghimpată și câmpuri minate. Germanii au atacat pe pantele kurganului, suferind pierderi foarte mari. Când au reușit să cucerească înălțimea, au început să bombardeze de aici centrul orașului și stația de cale ferată aflată la poalele dealului. Stația de cale ferată a fost cucerită pe 14 septembrie. 
În aceeași zi, Divizia a 3-a de Gardă Sovietică comandată de Alexandr Rodimțev a sosit în oraș după ce a traversat râul Volga sub focul intens al artileriei germane. Divizia formată din 10.000 de soldați a intrat imediat în luptă. Pe 16 septembrie ei au recucerit dealul și au ținut stația de cale ferată de la poale sub un intens și neîntrerupt atac. Până la sfârșitul celei de-a doua zi, aproape toți sovieticii diviziei căzuseră în luptă. Întăririle sovietice soseau din oraș cât de repede traversau Volga. În acea zi, germanii au atacat kurganul de 12 ori, sovieticii răspunzând cu contraatacuri hotărâte. 
Dealul a fost cucerit și recucerit de câteva ori. Până pe 27 septembrie 1942, germanii cuceriseră din jumătatea inferioară a dealului. Apăratorii sovietici din Divizia a 284-a de pușcași au rezistat cu îndărătnicie. Apărarea a rezistat până pe 26 ianuarie 1943, când ofensiva sovietică de iarnă a despresurat-o, încercuind sau distrugând forțele germane din Stalingrad. 
Când lupta de pe Kurganul lui Mamai a încetat, solul îmbibat cu sânge era răvășit de exploziile diferitelor proiectile – solul conținea între 500 și 1.250 de schije pe metru pătrat. Pământul dealului a rămas negru în timpul iernii, zăpada fiind topită de nenumăratele focuri și explozii. În primăvara următoare, solul a rămas negru, nici un fir de iarbă nu a crescut în solul ars de explozii. Pantele prăpăstioase ale dealului au fost nivelate în lunile de bombardamente intense. Până în zilele noastre, pe pantele kurganului se mai pot găsi fragmente de oase și schije din timpul luptelor. 
După război, autoritățile sovietice au hotărât să construiască un Memorial al apărărtorilor Stalingradului pe dealul care a fost locul de odihnă veșnică a atâtor și atâtor luptători. Lucrările au durat din 1959 până în 1967, elementul central fiind o statuie alegorică a Patriei ridicată pe vârful dealului. Monumentul, opera artistului Evgheni Vucetici este numit "Patria Mamă te chiamă!" Monumentul este o statuie din beton de 53 de metri înălțime, la care se adaugă sabia de 27 de metri, în total 82 de metri de la călcâie la vârful sabiei. În 1967, era cea mai înaltă statuie fără fundație din lume. Monumentul din beton (cu excepția sabiei din oțel), rămâne fixată pe piedestal exclusiv datorită greutății ei, fără a avea nici o fundație
Eroul sovietic Vasili Ciuikov este îngropat în cadrul complexului memorial, fiind primul Mareșal al Uniunii Sovietice care își are mormântul în afara Moscovei. 

## Muzee
- Muzeul Kurganului lui Mamai din Volgograd, official homepage (în rusă, engleză și germană).

## Galerie

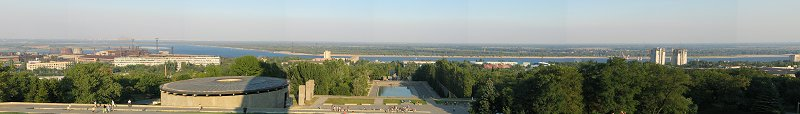
Fotografie a centrului orașului Volgograd și a râului Volga, imagine luată de pe vârful dealului.

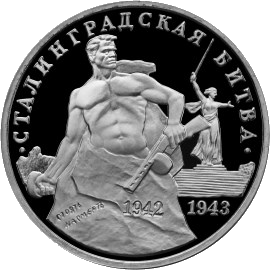
Monedă, Federația Rusă
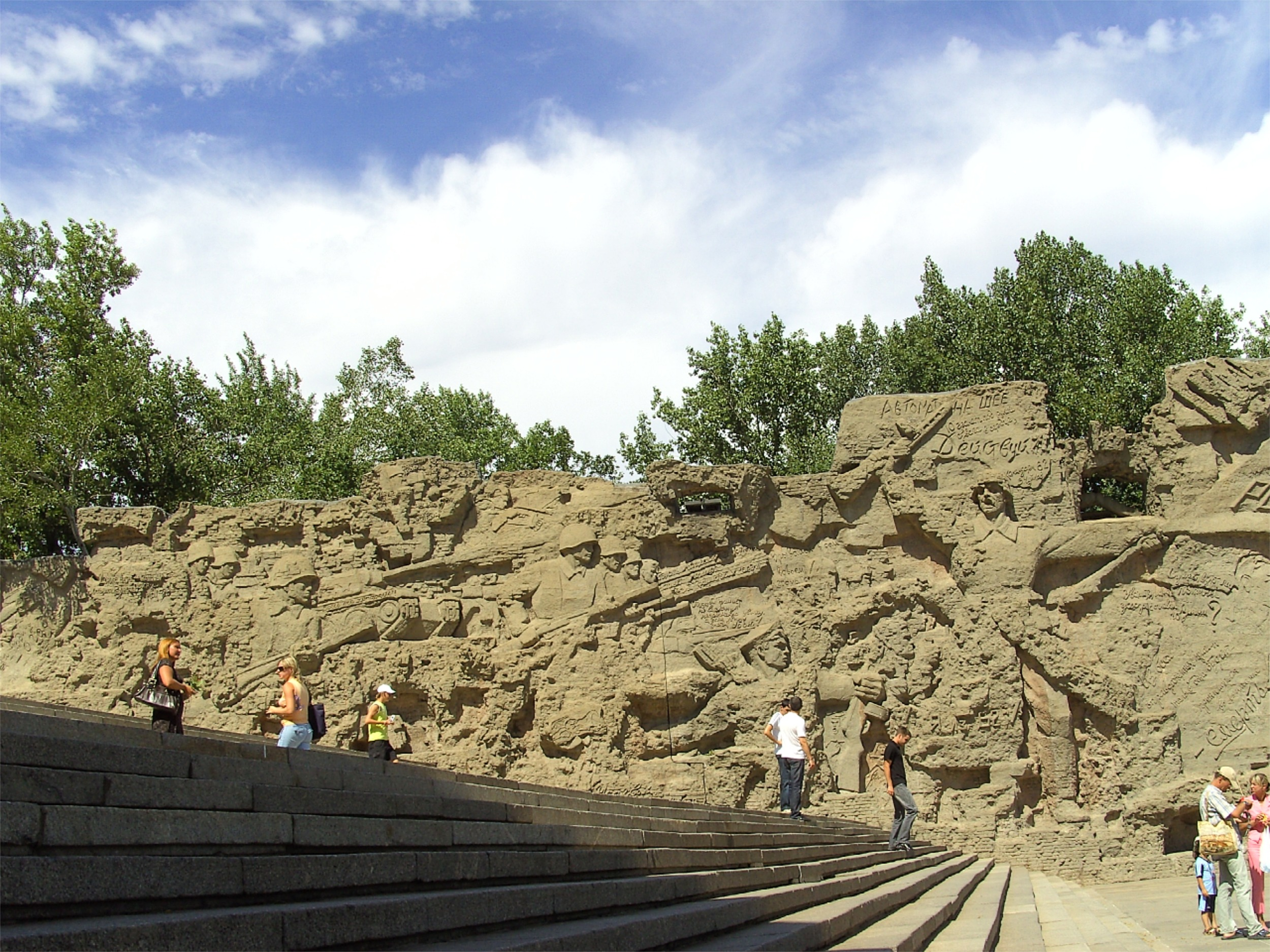
Perete-ruină (fragment)
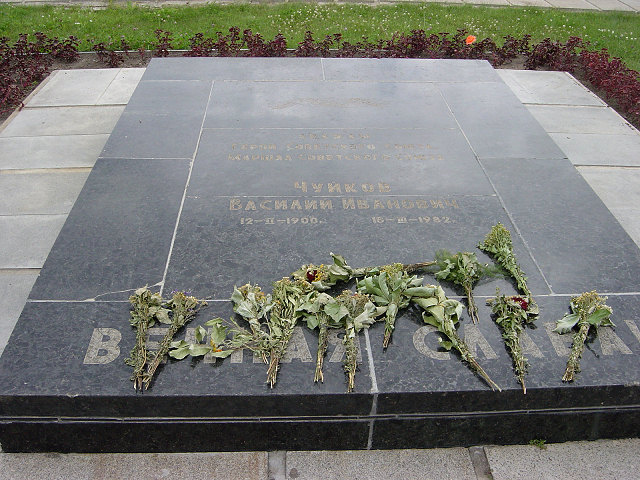
Mormântul mareșalului Vasili Ciuikov
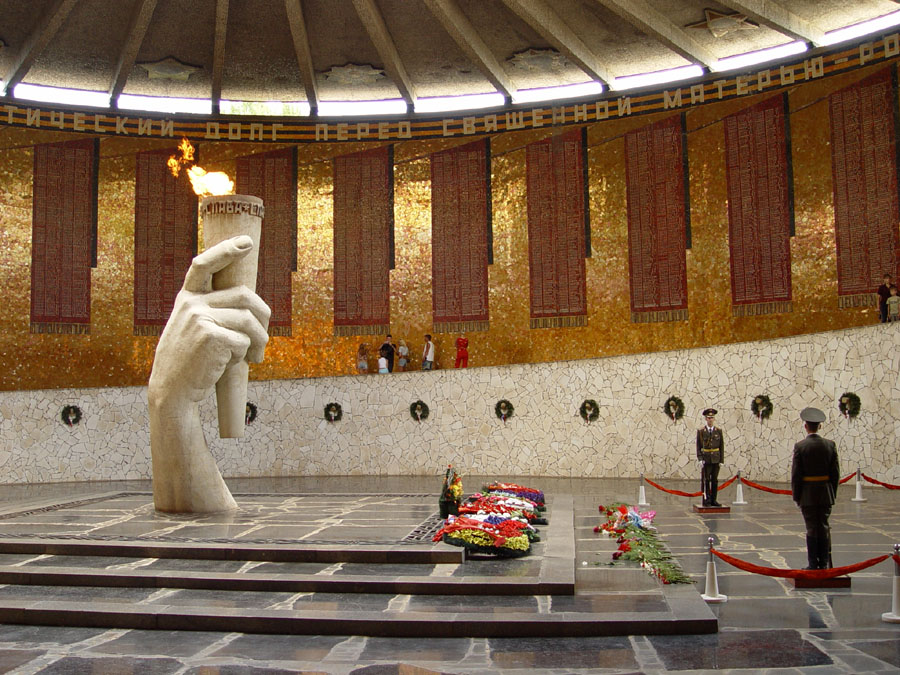
Focul Veșnic
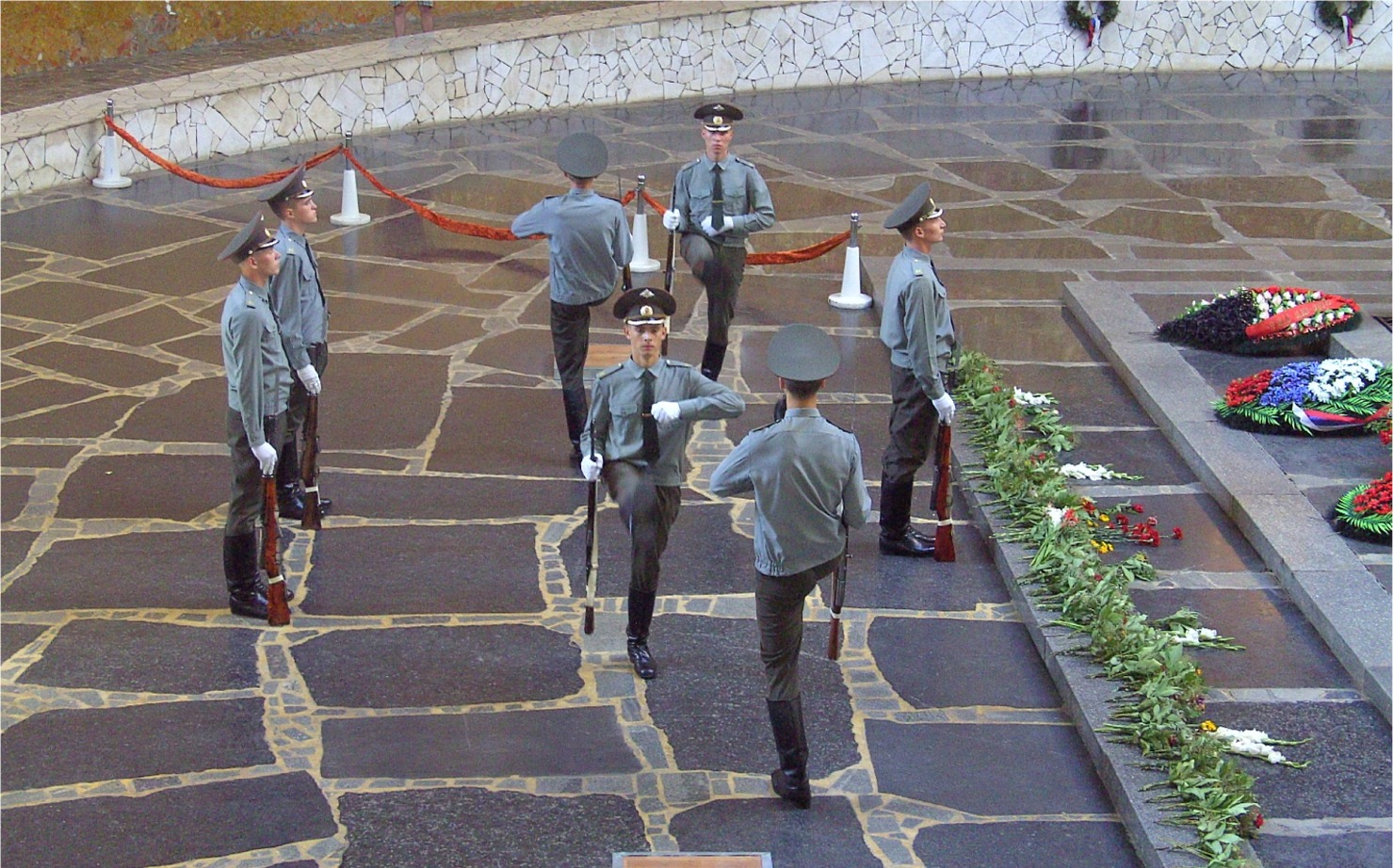
Schimbarea pazei
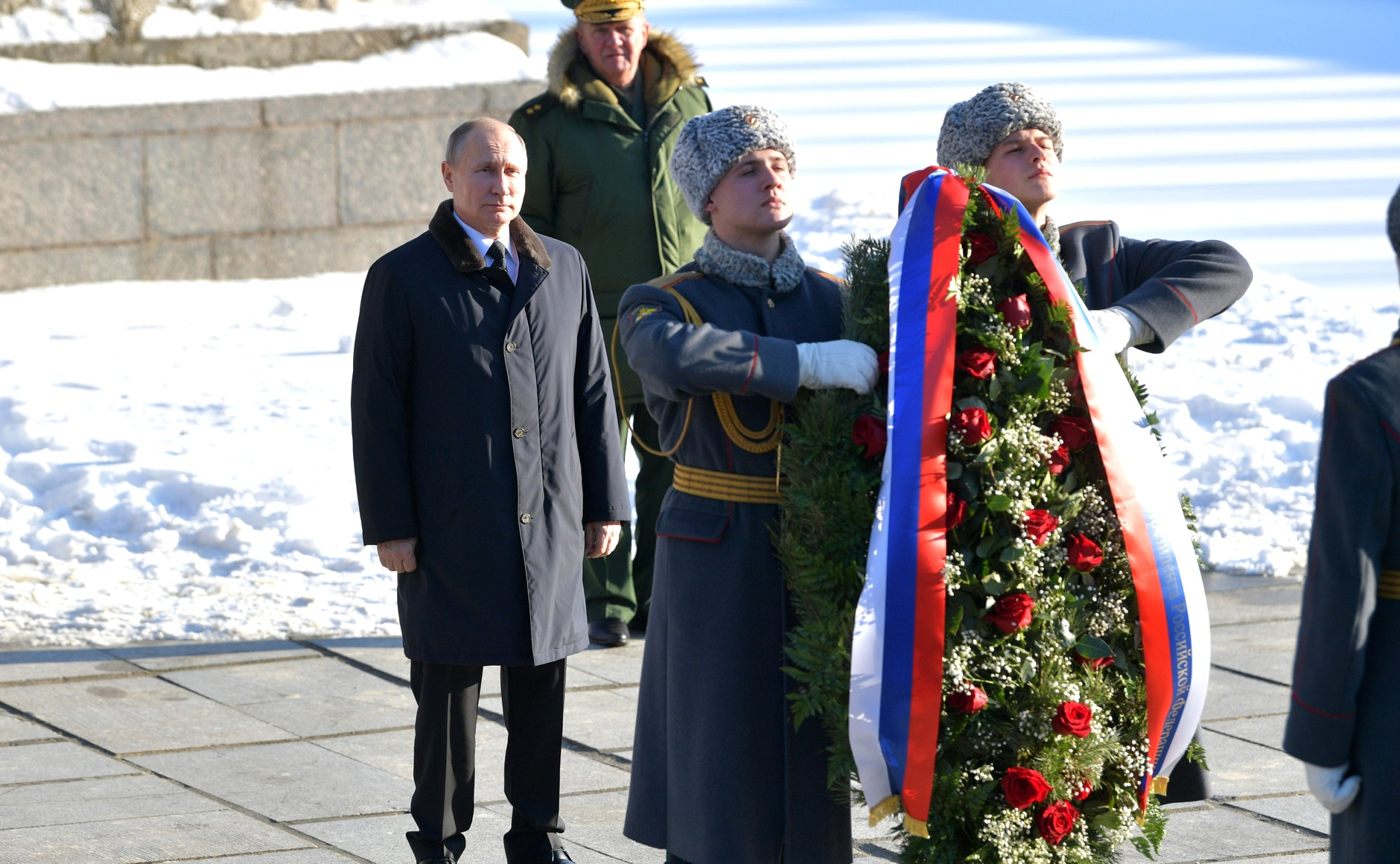
Vladimir Putin pune o coroană de flori
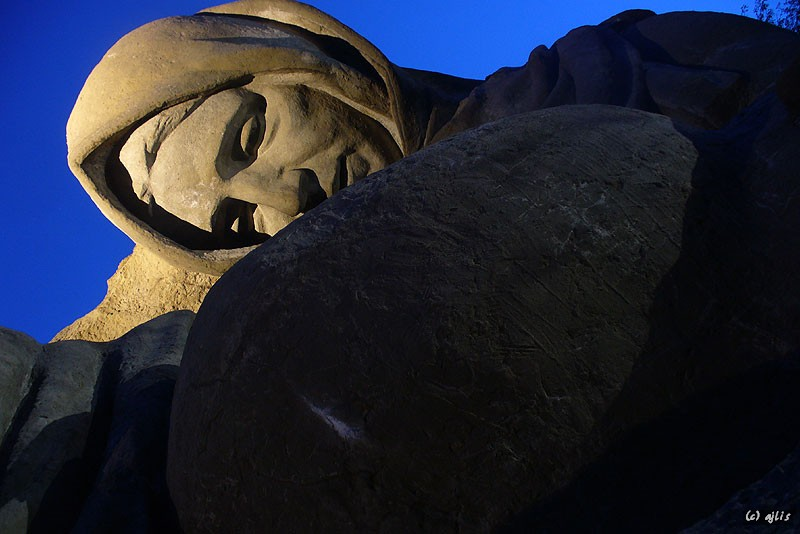
Monumentul mamei îndurerate pe timp de noapte
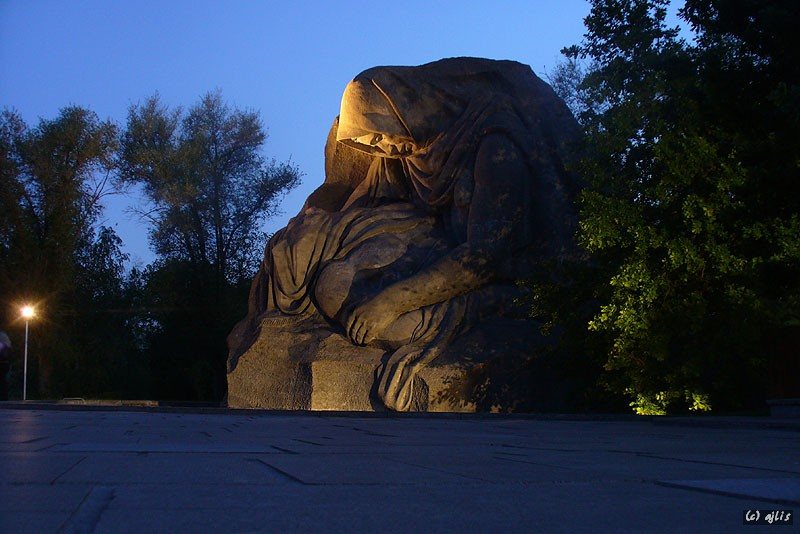
Eroilor Kurganului
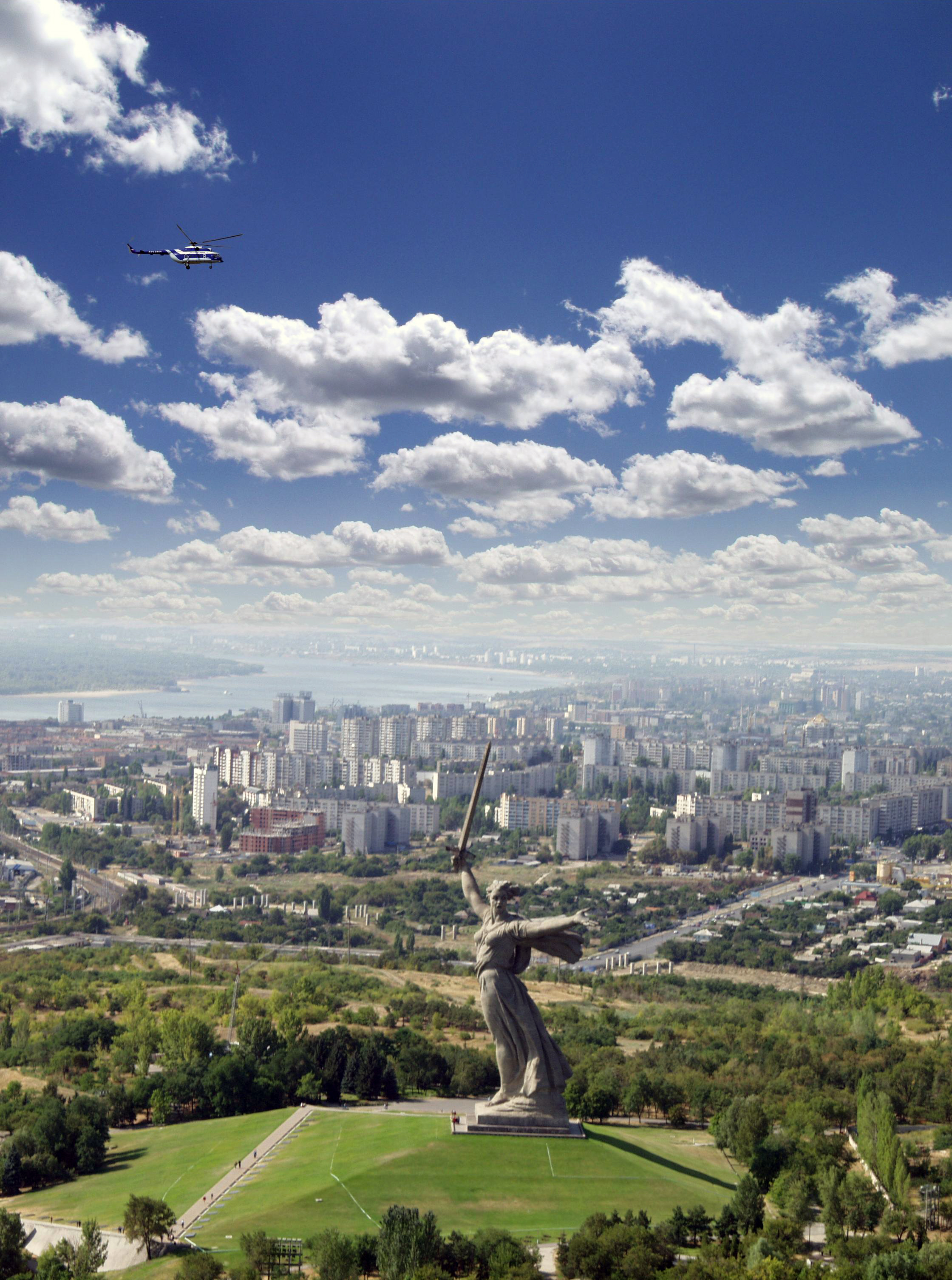
De la înățimea zborului de păsare